# George Cukor

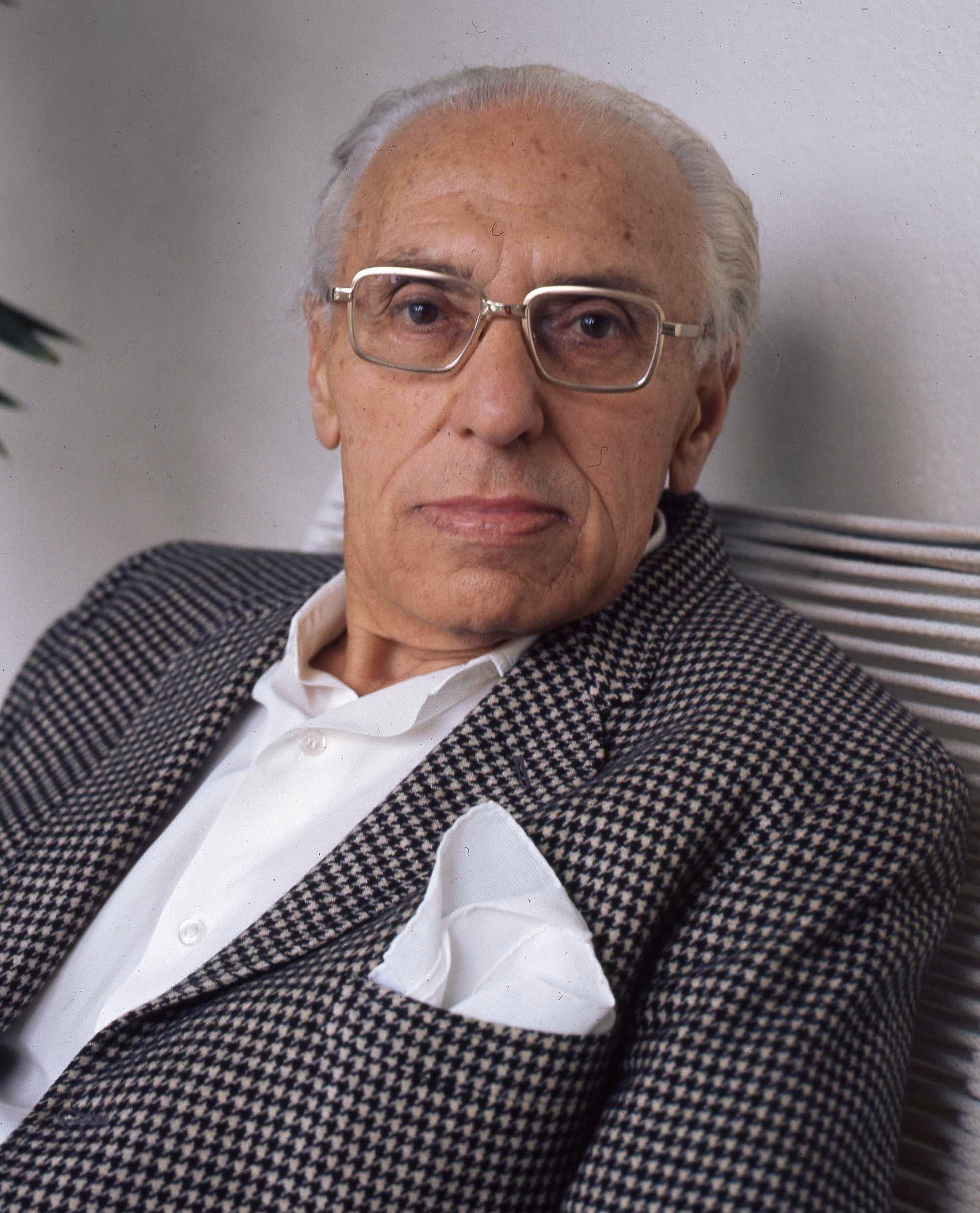
George Cukor (1973)

George Dewey Cukor ['kjukɔ] (* 7. Juli 1899 in New York City; † 24. Januar 1983 in Los Angeles) war ein US-amerikanischer Filmregisseur und Filmproduzent. 
Er zählte über Jahrzehnte zu Hollywoods erfolgreichsten Regisseuren und gewann nach vier vorherigen Nominierungen auf der Oscarverleihung 1965 den Oscar für die Beste Regie für My Fair Lady. Weitere bekannte Filme sind Vier Schwestern (1933), Die Frauen (1939), Die Nacht vor der Hochzeit (1940), Das Haus der Lady Alquist (1944) und Ein neuer Stern am Himmel (1954). Als Meister der Sittenkomödie und der romantischen Komödie arbeitete er zehnmal mit Katharine Hepburn zusammen, mit der er einige seiner besten Filme drehte.

## Leben
George Cukor wurde 1899 in New York als Sohn von Victor und Helen Cukor, jüdisch-ungarischen Immigranten, geboren. Nach dem bekannten US-Admiral George Dewey benannt, wuchs er mit seiner älteren Schwester Elise in seiner Geburtsstadt auf und war schon von Jugend an vom Theater fasziniert. Nach seinem Abschluss an der De Witt Clinton High School im Jahr 1916 und einem Jahr im Students Army Training Corps begann er seine Karriere 1918 als Regie-Assistent an einem Theater in Chicago. In den 1920er Jahren war er ein erfolgreicher Broadway-Regisseur und er erfand die Out-of-Town-Try-Outs, wobei Broadway-Produktionen zunächst in anderen Städten vor Publikum ausprobiert werden und erst dann am Broadway ihre Premiere haben. Während der Zeit machte er auch die Bekanntschaft mit der damals noch unbekannten Bette Davis, die ihm zeit ihres Lebens nicht verzieh, dass er sie damals zugunsten von Miriam Hopkins nicht für eine Inszenierung im Tourneetheater (englisch: summer stock) engagierte. Cukor arbeitete mit Bühnenstars wie Jeanne Eagels, Laurette Taylor und Ethel Barrymore.
1929 schloss er sich der Karawane von Broadway-Schauspielern an, die mit dem aufkommenden Tonfilm neue Chancen in Hollywood bekamen. Sein erstes Engagement bekam er als Sprachlehrer für die Schauspieler von Im Westen nichts Neues, um kurz danach bei drei Filmen die Co-Regie zu übernehmen. Er machte damals die Bekanntschaft von David O. Selznick, der ihm zu einem Vertrag bei Paramount verhalf. Sein Debüt als Regisseur gab er in Tarnished Lady mit Tallulah Bankhead. Seine Zusammenarbeit mit Kay Francis in Girls About Town gilt heute als einer der besten Pre-Code-Filme mit seinen gewagten Dialogen und doppeldeutigen Situationen. Ein Jahr später überwarf er sich während der Dreharbeiten zu Eine Stunde mit Dir mit Ernst Lubitsch, der am Ende die Regie übernahm und damit nicht nur die Karriere von Maurice Chevalier rettete, sondern auch Musicals wieder in Mode brachte, nachdem ein Überangebot das Genre auf einen Tiefpunkt der Publikumsgunst hatten sinken lassen. Es war wiederum Selznick, der Cukor einen neuen Vertrag mit RKO verschaffte, wo Selznick als ausführender Produzent tätig war. Innerhalb eines Jahres wurde aus Cukor einer der bekanntesten Regisseure der Industrie, nachdem er nicht nur Constance Bennett zu ihrer besten Leistung in What Price Hollywood? geführt hatte, der Urversion für alle späteren A-Star-is-Born-Remakes, sondern auch Katharine Hepburn in ihrem Debüt Eine Scheidung leitete. Der Film behandelte sensibel das Thema Geburtenkontrolle und mentale Erkrankungen. John Barrymore bot eine seiner besten Darstellungen als Mann, der jahrelang in einer Nervenheilanstalt gelebt hatte und wenige Tage vor der zweiten Hochzeit seiner einstigen Frau wieder bei der Familie auftaucht.
Endgültig bekannt wurde Cukor im Folgejahr, als er mit der Literaturverfilmung Vier Schwestern nicht nur RKO vor dem Bankrott rettete, sondern auch den Trend für die Verfilmung von Klassikern für die nächste Dekade setzte. Die Geschichte nach dem bekannten Roman von Louisa May Alcott um eine Familie während des Amerikanischen Bürgerkriegs enthielt eine von Katharine Hepburns bekanntesten Charakteren. Später im Jahr ging Cukor gemeinsam mit Selznick zu MGM, wo er gleich die Aufgabe bekam, einen Nachfolger für den Vorjahreserfolg von Menschen im Hotel zu drehen. Auf der Basis eines bekannten Broadwaystücks wurde Dinner um acht zu einem der größten finanziellen Erfolge des Studios in einem Jahr, in dem die Weltwirtschaftskrise ihren Höhepunkt erreichte. In den nächsten Jahren war Cukor Spezialist für aufwändig produzierte, aber meist auch etwas steife Adaptionen von Klassikern. Während David Copperfield noch von den Kritikern gelobt wurde, war die Meinung über Romeo und Julia geteilt, was wohl auch daran lag, dass die Hauptdarsteller bereits 42 (Leslie Howard) bzw. 36 Jahre (Norma Shearer) zählten. Die Verfilmung von Die Kameliendame, die auf Alexandre Dumas’ gleichnamigem Stück basierte, war jedoch ein uneingeschränkter Erfolg, was vorrangig an Greta Garbo lag, die hier ihre beste und kontrollierteste Leistung gab. 1938 drehte Cukor mit Die Schwester der Braut, basierend auf einem Gesellschaftstück von Philip Barry, seine erste Screwball-Komödie, die bei Kritikern beliebt und beim Publikum eher erfolglos war.
Von Selznick, der mittlerweile seine eigene Produktionsfirma, Selznick International, gegründet hatte, wurde Cukor 1939 mit der Regie von Vom Winde verweht beauftragt, doch Selznick war mit den fertigen Mustern nicht zufrieden, obwohl diese Szenen später im fertigen Film Verwendung fanden. Außerdem kam Cukor nicht mit Clark Gable zurecht, der am Ende seinen Freund Victor Fleming als Regisseur durchsetzte. Allerdings soll Cukor sich während der Dreharbeiten weiterhin eng mit den Hauptdarstellerinnen Vivien Leigh und Olivia de Havilland über die Konzeption ihrer Rollen ausgetauscht haben. Unmittelbar nach dem Rauswurf bei Selznick bekam Cukor von MGM die Regie von Die Frauen übertragen und musste sich mit den Streitereien der rivalisierenden Stars Norma Shearer und Joan Crawford auseinandersetzen. Der Film wurde zu einer der teuersten Produktionen von MGM, doch spielte er am Ende fast so viel wie Vom Winde verweht ein. Der Ruf von Cukor, gerade aus Frauen gute Darstellungen herauszuholen, wurde mit den nächsten Filmen wieder bestätigt. Die von Kritikern gelobte Komödie Die Nacht vor der Hochzeit (1940) entwickelte sich zu einem seiner größten Erfolge, sie rettete die Filmkarriere von Katharine Hepburn und brachte James Stewart einen Oscar ein. Es gelang ihm auch, die stagnierende Karriere von Joan Crawford durch zwei gehaltvolle Rollen zu revitalisieren: in Susan und der liebe Gott spielte Crawford eine exaltierte Matrone und Mutter einer halbwüchsigen Tochter. Ein Jahr später war sie in Die Frau mit der Narbe, dem Remake des Films En Kvinnas Ansikte mit Ingrid Bergman, als Frau mit einer Narbe im Gesicht zu sehen, die die Welt hasst. Crawford gab zu, es sei die größte Enttäuschung ihres Lebens gewesen, für die Rolle nicht für den Oscar nominiert zu werden. Seine anschließenden Filme Die Frau mit den zwei Gesichtern und Her Cardboard Lover waren allerdings finanzielle Reinfälle, die noch dazu die Karrieren ihrer Hauptdarstellerinnen Greta Garbo und Norma Shearer für immer beendeten. In den 1940er-Jahren wandte sich Cukor vermehrt psychologischen Stoffen zu. Unter seiner Regie gewannen Ingrid Bergman 1945 für ihren Auftritt im klaustrophobisch wirkenden Das Haus der Lady Alquist als scheinbar dem Wahnsinn verfallene Ehegattin von Charles Boyer sowie auch Ronald Colman als mordender Theaterschauspieler in Ein Doppelleben 1948 jeweils den Oscar als beste Hauptdarstellerin beziehungsweise Hauptdarsteller. Ab Ende der 1940er-Jahre drehte Cukor einige der besten Filme von Judy Holliday, der er 1951 mit Die ist nicht von gestern völlig überraschend zu einem Oscar als beste Hauptdarstellerin verhalf.

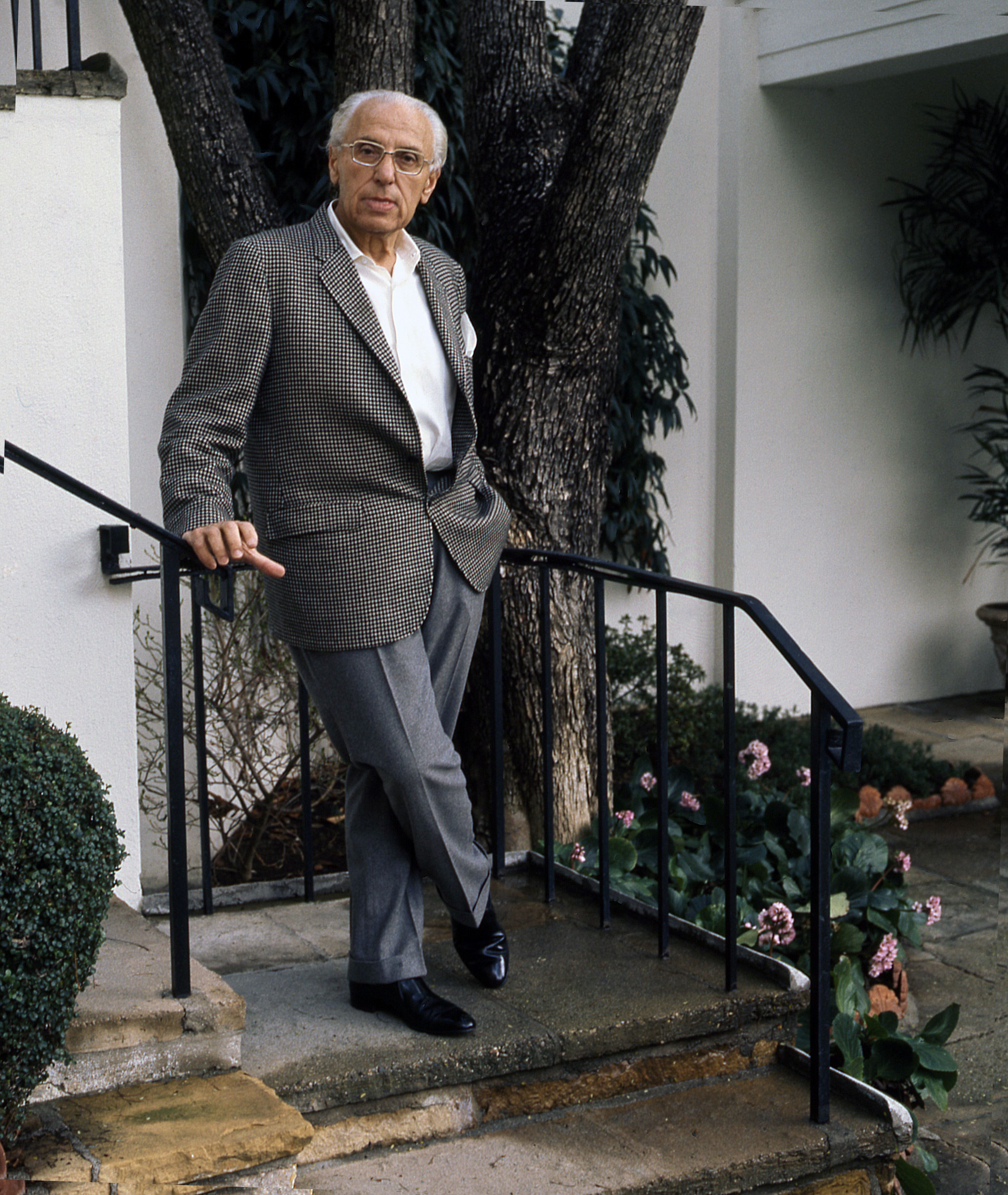
Cukor in seinem Garten in Hollywood (1973)

1954 drehte er Ein neuer Stern am Himmel mit Judy Garland in der Hauptrolle, der zu einem großen Erfolg wurde, Cukor aber eher unzufrieden zurückließ, da das Filmstudio seine ursprüngliche Fassung deutlich gekürzt hatte. In den folgenden Jahren wechselte der Erfolg von Cukors Filmprojekten. Während das Musical Die Girls 1957 gut aufgenommen wurde, entwickelten sich 1960 der ungewöhnliche Western Die Dame und der Killer – Cukors einzige Inszenierung in diesem Genre – und die Marilyn-Monroe-Komödie Machen wir’s in Liebe zu Flops. 1962 drehte Cukor erneut mit Monroe an der Komödie Something’s Got to Give, eine Neuverfilmung von Meine Lieblingsfrau aus dem Jahre 1940. Die privaten Probleme von Monroe verhinderten allerdings eine Fertigstellung, sodass der Film unvollendet blieb. Ein später Höhepunkt seiner Karriere war die Verfilmung von My Fair Lady mit Audrey Hepburn und Rex Harrison, die nicht weniger als acht Oscars gewann, einen davon erhielt Cukor für die Beste Regie. 
Mit dem endgültigen Ende des Studiosystems wurden die Abstände zwischen Cukors Filmen größer, teils aufgrund seines Alters, aber auch, weil er keinerlei Erfahrungen als Filmproduzent hatte und er daher Schwierigkeiten hatte, unabhängige Projekte auf den Weg zu bringen. Cukor äußerte dazu, er sei „kein Unternehmer“, und ein Vorteil des Studiosystems sei es aus Sicht eines Regisseurs gewesen, durch die Studiobosse schnelle Entscheidungen zu bekommen, ob ein bestimmter Film gemacht werden könne oder nicht. In seinem Spätwerk drehte er unter anderem die Komödie Reisen mit meiner Tante mit Maggie Smith sowie zwei preisgekrönte Fernsehfilme mit seiner alten Freundin Katharine Hepburn. 1976 führte er Regie beim Märchenfilm Der blaue Vogel, der ersten und einzigen Koproduktion zwischen den USA und der Sowjetunion während des Kalten Krieges. Mit 82 Jahren erschien 1981 sein letzter Film, Reich und berühmt mit Jacqueline Bisset und Candice Bergen in den Hauptrollen. 
George Cukor starb im Januar 1983 an einem Herzinfarkt. An den Regisseur erinnert ein Stern auf dem Hollywood Walk of Fame (6378 Hollywood Boulevard). In dem Film Gods and Monsters wurde Cukor 1998 von Martin Ferrero verkörpert, in der US-amerikanischen Fernsehserie Hollywood aus dem Jahr 2020 in einer Nebenrolle vom Darsteller Daniel London verkörpert.

## Würdigung
Cukor stand von Anfang an im Ruf, aus den Schauspielern kontrollierte und ausgereifte Darstellungen herauszuholen. So gewannen Ingrid Bergman (Das Haus der Lady Alquist), Ronald Colman (Ein Doppelleben) und Judy Holliday (Die ist nicht von gestern) unter seiner Regie Oscars und viele andere Schauspieler wurden nominiert. Seine Inszenierungen waren meist sehr dem Theater verhaftet und fast alle seine Stoffe basierten auf Bühnenstücken, er setzte so gut wie keine Originaldrehbücher um. Für Cukor waren die Dialoge und die Schauspieler die wichtigsten Faktoren für einen erfolgreichen Film. Die Statik zeige sich gut bei Das Haus der Lady Alquist und Ein Doppelleben, die beide sehr eng an den Bühnenvorbildern bleiben. Nur selten habe Cukor besondere Techniken benutzt; die Kameraführung sei oft statisch und wenig beweglich. Auch habe er Studioaufnahmen bevorzugt, die seiner Vorliebe für lange Takes, also lange Szenen ohne Schnitt, entgegenkamen. Cukor machte dies bewusst: In seinen Gesprächen mit Peter Bogdanovich äußerte er sich dahingehend, dass eine diskrete und für den Zuschauer möglichst unbewusste Kameraführung die beste sei.
Während seiner Zeit bei MGM war er neben Clarence Brown und Robert Z. Leonard der führende Frauenregisseur. Als Erklärung für Cukors gutes Arbeitsverhältnis mit Schauspielerinnen wird die Tatsache angeführt, dass er homosexuell war. Er soll sich deshalb mit den Schauspielerinnen und ihren Rollen identifiziert haben, und zudem soll an den Drehorten kein Klima sexueller Nötigung geherrscht haben. Louise Brooks allerdings bestreitet in ihrer Essaysammlung Lulu in Hollywood vehement diese Theorie und führt als Gegenbeispiel Victor Fleming an, den sie für den begabteren „Frauenregisseur“ hielt.

## Filmografie
- 1930: Im Westen nichts Neues (All Quiet on the Western Front) (Dialogregisseur)
- 1930: Grumpy (Co-Regie mit Louis Gasnier)
- 1930: The Virtous Sin (Co-Regie mit Louis Gasnier)
- 1930: The Royal Family of Broadway (Co-Regie mit Louis Gasnier)
- 1931: Tarnished Lady
- 1931: Girls About Town
- 1932: What Price Hollywood?
- 1932: Eine Scheidung (A Bill of Divorcement)
- 1932: Rockabye
- 1933: Our Betters
- 1933: Vier Schwestern (Little Women)
- 1933: Dinner um acht (Dinner at Eight)
- 1935: David Copperfield
- 1935: Sylvia Scarlett
- 1936: Romeo und Julia (Romeo and Juliet)
- 1936: Die Kameliendame (Camille)
- 1938: Die Schwester der Braut (Holiday)
- 1939: Zaza
- 1939: Die Frauen (The Women)
- 1939: Vom Winde verweht (Gone with the Wind) – ohne Nennung als Regisseur
- 1940: Susan und der liebe Gott (Susan and God)
- 1940: Die Nacht vor der Hochzeit (The Philadelphia Story)
- 1941: Die Frau mit der Narbe (A Woman’s Face)
- 1941: Die Frau mit den zwei Gesichtern (Two-Faced Woman)
- 1942: Die ganze Wahrheit (Keeper of the Flame)
- 1942: Her Cardboard Lover
- 1944: Das Haus der Lady Alquist (Gaslight)
- 1944: Winged Victory
- 1947: Ein Doppelleben (A Double Life)
- 1947: Desire Me – ohne Nennung als Regisseur
- 1949: Edward, mein Sohn (Edward, my Son)
- 1949: Ehekrieg (Adam’s Rib)
- 1950: Mein Leben gehört mir (A Life of Her Own)
- 1950: Die ist nicht von gestern (Born Yesterday)
- 1951: The Model and the Marriage Broker
- 1952: Happy-End … und was kommt dann? (The Marrying Kind)
- 1952: Pat und Mike (Pat and Mike)
- 1953: Theaterfieber (The Actress)
- 1954: Die unglaubliche Geschichte der Gladys Glover (It Should Happen to You)
- 1954: Ein neuer Stern am Himmel (A Star is Born)
- 1956: Knotenpunkt Bhowani (Bhowani Junction)
- 1957: Die Girls (Les Girls)
- 1957: Wild ist der Wind (Wild Is the Wind)
- 1960: Die Dame und der Killer (Heller in Pink Tights)
- 1960: Nur wenige sind auserwählt (Song without End) (ungenannt)
- 1960: Machen wir’s in Liebe (Let’s Make Love)
- 1962: Der Chapman-Report (The Chapman Report)
- 1962: Something’s Got to Give (unvollendet)
- 1964: My Fair Lady
- 1969: Alexandria – Treibhaus der Sünde (Justine)
- 1972: Reisen mit meiner Tante (Travels with My Aunt)
- 1975: Liebe in der Dämmerung (Love Among the Ruins); Fernsehfilm
- 1976: Der blaue Vogel (The Blue Bird)
- 1978: Das Korn ist grün (The Corn is Green); Fernsehfilm
- 1981: Reich und berühmt (Rich and Famous)

## Auszeichnungen

### Oscar/Beste Regie
- Oscarverleihung 1934: Nominierung für Vier Schwestern
- Oscarverleihung 1941: Nominierung für Die Nacht vor der Hochzeit
- Oscarverleihung 1948: Nominierung für Ein Doppelleben
- Oscarverleihung 1951: Nominierung für Die ist nicht von gestern
- Oscarverleihung 1965: gewonnen für My Fair Lady

### Weitere
- 1950: Golden-Globe-Nominierung als bester Regisseur für Die ist nicht von gestern
- 1964: Gewinn des Golden Globes als bester Regisseur für My Fair Lady
- 1965: Gewinn des Directors Guild of America Awards als bester Regisseur für My Fair Lady
- 1965: Gewinn des Laurel Awards als bester Regisseur für My Fair Lady
- 1975: Gewinn des Emmys als bester Regisseur (Spezialprogramm – Drama oder Komödie) für Liebe in der Dämmerung
- 1982: Gewinn des Goldenen Löwen bei den Filmfestspielen von Venedig für sein Lebenswerk